# Cyril Paglino
Cyril Paglino, né le 1er juillet 1986 au Mans, est un entrepreneur français. Après une carrière artistique dans le monde du break dance, il acquiert une notoriété médiatique grâce à sa participation à l'émission de télé-réalité Secret Story en 2008. Après ces expériences, il s'établit à San Francisco et se tourne vers le monde des affaires, principalement dans les domaines de la communication et du numérique.

## Biographie
(février 2023).
Chaque information importante d'un article doit être vérifiable, en s'appuyant sur une référence à une source fiable. Mais dès lors que cette exigence est remplie, multiplier les références pour une même information dissuade le lecteur de vérifier ces trop nombreuses sources en donnant du même coup le sentiment d'une volonté promotionnelle de s'approprier l'article. 

Avec son groupe, Legiteam Obstruxion, il acquiert trois titres de champion de France dans cette discipline[Laquelle ?] et un titre de vice-champion du monde en 2007[pas clair].
En 2008, Il participe à la saison 2 de l'émission de télé-réalité Secret Story. Sa relation avec une candidate, Alexandra, le fait connaître du public et il accède à la finale de l'émission terminant deuxième.
Il décide après son aventure télévisuelle de créer, avec Alexandra, une application de rencontres : Nid2Love, qui sera arrêtée au bout de quelques mois,. 
Cyril s'essaie une nouvelle fois dans le milieu des affaires, notamment dans le domaine de la communication numérique. En 2010, il co-fonde, avec son associé Mikael Outmezguine, l’agence de communication digitale Wizee,  spécialisée dans la mise en relation de célébrités. L'agence est finalement revendue moins de trois ans après sa création au groupe Change en 2013. 
En 2015, il crée une nouvelle application, cette fois-ci de messagerie et de transfert d’images, Pleek renommé plus tard Tribe.
Cette application de messagerie vidéo instantanée, parvient à lever trois millions de dollars en 2016 auprès de Sequoia Capital afin d'assurer son développement ,,,. L'entreprise ferme en septembre 2018.
En marge de son activité chez Tribe, Cyril Paglino mène des activités d'investissements et de conseil auprès de plusieurs start-up actives dans des secteurs variés de l'économie numérique. 
Après l'échec de Tribe, l'entrepreneur tente une nouvelle aventure[style trop lyrique ou dithyrambique] avec Starchain Capital, un fonds d'investissement lié aux technologies blockchain,.
De septembre 2013 à novembre 2015, il partage sa vie avec l'actrice Axelle Laffont,.

## Engagement associatif
En décembre 2009, il est le parrain du Téléthon dans la ville du Mans.